# Азербејџан на Европском првенству у атлетици у дворани 2013.
Азербејџан је учествовао на 32. Европском првенству у дворани 2013 одржаном у Гетеборгу, Шведска, од 28. фебруара до 3. марта. Ово је било шесто Европско првенство у дворани од 2000. године када је Азербејџан први пут учествовао, пропустио је првенство одржано 2005. Репрезентацију Азербејџана представљала су два такмичара (1 мушкарац и 1 жена) који су се такмичили у две дисциплине.
На овом првенству Азербејџан је делио 13 место по броју освојених медаља са 1 златном медаљом. У табели успешности према броју и пласману такмичара који су учествовали у финалним такмичењима (првих 8 такмичара) Азербејџан је са 1 учесником у финалу заузео 21. место са 8 бодова.
Медаља Хајле Ибрахимова, је прва златна медаља за Азербејџан на Европским првенствима у дворани, а друга медаља освојена на свим досадашњим првенствима. Обе медаље је освојио Хајле Ибрахимов.

## Учесници
| Мушкарци: - Хајле Ибрахимов — 3.000 м | Жене: - Лајес Абдулајева — 3.000 м |  |

## Освајачи медаља (1)

### Злато (1)
- Хајле Ибрахимов — 3.000 м

## Резултати

### Мушкарци
| Атлетичар       | Дисциплина | Лични рекорд | Квалификације | Квалификације | Полуфинале | Полуфинале | Финале   | Финале | Детаљи |
| Атлетичар       | Дисциплина | Лични рекорд | Резултат      | Место         | Резултат   | Место      | Резултат | Место  | Детаљи |
| --------------- | ---------- | ------------ | ------------- | ------------- | ---------- | ---------- | -------- | ------ | ------ |
| Хајле Ибрахимов | 3.000 м    | 7:39,59 НР   | 7:50,55       | 1. у гр. 2 ЌВ |            |            | 7:49,74  |        |        |

### Жене
| Атлетичарка      | Дисциплина | Лични рекорд | Квалификације      | Квалификације      | Полуфинале | Полуфинале | Финале                | Финале                | Детаљи |
| Атлетичарка      | Дисциплина | Лични рекорд | Резултат           | Место              | Резултат   | Место      | Резултат              | Место                 | Детаљи |
| ---------------- | ---------- | ------------ | ------------------ | ------------------ | ---------- | ---------- | --------------------- | --------------------- | ------ |
| Лајес Абдулајева | 3.000 м    | 8:49,85 НР   | Није завршила трку | Није завршила трку |            |            | Није се квалификовала | Није се квалификовала |        |